# Цвинтар блиску
«Цвинтар блиску» (тай. Rak Ti Khon Kaen) — таїландський драматичний фільм, знятий Апічатпоном Вірасетакулом. Світова прем'єра стрічки відбулась 18 травня 2015 року в секції «Особливий погляд» Каннського кінофестивалю. Фільм розповідає про дівчину Дженіру, яка викликається доглядати за Іттом, привабливим солдатом, котрого вразила епідемія невідомої сонної хвороби.

## У ролях
- Дженджіра Понгпас — Дженіра
- Банлоп Ломной — Ітт
- Джарінпаттра Руеанграм — Кенг

## Визнання
| Нагороди та номінації фільму «Цвинтар блиску» | Нагороди та номінації фільму «Цвинтар блиску» | Нагороди та номінації фільму «Цвинтар блиску» | Нагороди та номінації фільму «Цвинтар блиску» | Нагороди та номінації фільму «Цвинтар блиску» | Нагороди та номінації фільму «Цвинтар блиску» |
| Рік                                           | Кінопремія / Кінофестиваль                    | Категорія / Нагорода                          | Номінант                                      | Результат                                     |                                               |
| --------------------------------------------- | --------------------------------------------- | --------------------------------------------- | --------------------------------------------- | --------------------------------------------- | --------------------------------------------- |
| 2015                                          | Каннський кінофестиваль                       | Найкращий фільм «Особливого погляду»          | «Цвинтар блиску»                              | Номінація                                     |                                               |
| 2015                                          | Лондонський міжнародний кінофестиваль         | Найкращий фільм                               | «Цвинтар блиску»                              | Номінація                                     |                                               |
| 2015                                          | Панчевський кінофестиваль                     | Нагорода «Маяк»                               | «Цвинтар блиску»                              | Перемога                                      |                                               |
| 2015                                          | Сіджаський міжнародний кінофестиваль          | Найкращий фільм                               | «Цвинтар блиску»                              | Номінація                                     |                                               |
| 2015                                          | Азійсько-Тихоокеанська кінопремія             | Найкращий фільм                               | «Цвинтар блиску»                              | Перемога                                      |                                               |
| 2015                                          | Азійсько-Тихоокеанська кінопремія             | Найкращий режисер                             | Апічатпон Вірасетакул                         | Номінація                                     |                                               |